# 軒轅剣 蒼き曜
『軒轅剣 蒼き曜』（けんえんけん あおきかがやき、中: 軒轅劍·蒼之曜）は、日本及び中華圏にて放送・配信されているアニメ。テレビ東京と台湾企業の共同製作となる。
日本では、2018年10月より12月まで放送・配信された。
軒轅剣シリーズ第7作『軒轅劍外傳 蒼之濤』からのスピンオフによるオリジナルストーリー。

## 登場人物

### 主要人物
苻 殷（フ イン）
声 - 水樹奈々
本作の主人公である14歳の少女。太白軍の略奪によって故郷の村を焼かれ、共に生き残った妹の寧と共に旅芸人をしている。旅の途中で天書と軒轅剣を手に入れ、太白帝国との戦いに身を投じていく。樹木の法術の属性を持つ。
苻 寧（フ ネイ）
声 - 釘宮理恵
殷の妹。13歳。太白軍に村を焼かれた際、両腕を切り落とされた。殷が天書を手に入れてからは、雲から刃が仕込まれた精巧な義手を貰い装着している。長年、両腕のない旅芸人として足の指で剣を扱う芸を行ってきたことから、足技が戦いの中で活用されることもある。
当初は民衆を苦しめる太白軍を敵視して反抗軍に参加したが、再会した釗に付いて行く形で離反する。しかし、龐夫人の策略によって太白に幽閉され、澄による拷問を受け続けた結果、心の奥底に秘めていた殷への嫉妬が膨れ上がり、釗を自分のものにすべく殷の命を狙う。
蒲 釗（プ ショウ）
声 - 松岡禎丞
殷・寧姉妹の幼馴染。17歳。村を焼かれた際には奴隷として捕らえられたことで生き延び、太白軍の下で過酷な労働を課せられていた。しかし、機関術の才能を澄に取り立てられ機関師となり、軍内で昇進を遂げる。
龍 澄（ロン チョウ）
声 - 上坂すみれ
太白帝国の皇帝。12歳。父である先王の龍驍が刺客と相討ちになり死亡したため、少女の身ながら父の意志を継いで始皇帝となる。
素性を伏せて釗と交流したことがきっかけで彼を重用し、個人としては「兄様」と呼び慕っているが、他の配下からはよく思われていない。また、釗にとって大事な存在である殷と寧に対して嫉妬心を抱いており、寧を捕らえた際には自らの手で過酷な拷問にかけた。
雲（ユン）
声 - 能登麻美子
殷が偶然手に入れた天書から召喚される木甲術仕掛けの少女。より高い戦闘力を持つ獣態の「雲狐」に変形することができる。

### 太白帝国
商 嶽（ショウ ガク）
声 - 千葉翔也
帝国左丞相。26歳。
百里 貞（ヒャクリ テイ）
声 - 金月真美
帝国右丞相。25歳。
蒙 忌（モウ キ）
声 - 白井悠介
帝国軍機関部隊の最高司令官。28歳。
奴隷上がりでありながら出世を重ねる釗への嫉妬と彼を贔屓する澄への反感から、龐夫人の陰謀に加担する。
龍 驍（ロン ギョウ）
声 - 石井康嗣
大伯の先代国王。龍澄の父。
龐 夫人（パンふじん）
声 - 伊藤美紀
龍驍の妻。自らの娘である龍涓を皇帝の座に就けようと陰謀を巡らす。
龍 涓（ロン ケン）
声 - 遠藤璃菜
龐夫人の娘。龍澄皇帝の異母妹。10歳。
梨 香（リ コウ）
声 - 東城日沙子
蒲釗の住む屋敷の女中の一人。16歳。

### 反抗軍
項 楚（コウ ソ）
声 - 津田健次郎
太白帝国打倒を掲げる反抗軍のリーダー。52歳。
檀 越之（タン エツシ）
声 - 東地宏樹
項楚の義理の息子。雷の法術の使い手。22歳。
欒提 熾（ランテイ シ）
声 - 堀井茶渡
遊牧民族出身の大柄な男。火の法術の使い手。25歳。
慕輿 柔（ボヨ ジュウ）
声 - 青木瑠璃子
項楚の義理の娘。水の法術の使い手。20歳。
拓跋 淵（タクバツ エン）
声 - 八代拓
剣の達人。19歳。
參 狼（サン ロウ）
声 - 山谷祥生
銀髪の少年。土の法術の使い手。15歳。
墨 衡（ボク コウ）
声 - 牛山茂
太白帝国の元主席機関師。70歳。墨家の一員として太白に尽くしてきたが、自分が開発した機関獣による民の虐殺に心を痛めて反抗軍に寝返り、対抗手段として黒火の鎧を開発する。

## 機関獣
踏弩（とうど）
指揮官用の大型機関獣。水車小屋に脚が四本生えたような形状をしており、水車に当たる部分から巨大な矢や火矢を放つ。語源は足で踏んで弓を引く大型の弩の意味。
機関独楽（きかんごま）
下部が大型のコマ状になっておりジャイロ効果により直立。巨大な棍棒で敵を破壊する。
機関蟷螂（きかんとうろう）
カマキリ型の機関獣。
刀車（とうしゃ）
刃を装備した手押し車を使って突進する人型機関獣。
機関蠍（きかんさそり）
サソリ型の機関獣。蒲釗の開発した新型で水陸両用。
巨雷（きょらい）
踏弩よりもさらに大型の機関獣。屋根に砲門を備えた館に脚が生えた形状をしている。
征天（せいてん）
全長1里の空中要塞型機関獣。前方に装備する黒火砲は1000里の射程距離を持つ。

## スタッフ
- 原作 - ソフトスター
- 監督 - わたなべひろし
- シリーズ構成・シナリオ - 高山カツヒコ
- キャラクターデザイン - 千葉道徳
- メカデザイン - 谷裕司
- プロップデザイン - 澤村亨
- 美術監督 - 三宅昌和
- 美術設定 - 高橋武之、青木智由紀、河合泰利、横田耕三、わたなべひろし
- 色彩設計 - 桂木今里
- 撮影監督 - 川口正幸
- 3D監督 - 大嶋慎介
- 編集 - 小池祐樹
- 音響監督 - ハマノカズゾウ
- 音楽 - 堀田星司
- 音楽ディレクター - あさのかつひこ
- 音楽制作 - Drive
- プロデューサー - 徐小瀧、山内未來
- アニメーションプロデューサー - 浦崎宣光、市岡大輔
- アニメーション制作 - Studio DEEN
- 製作 - 軒轅剣製作委員会

## 主題歌
オープニングテーマ「嘆きの華」
作詞 - 岩里祐穂 / 作曲・編曲 - 吉木絵里子・華原大輔 / 弦編曲 - 前嶋康明 / 歌 - 水樹奈々
第1話では本編後にオープニングが挿入された。
エンディングテーマ「願いの花」
作詞・作曲・編曲 - 山田竜平 / 歌 - 9nine

## 各話リスト
| 話数     | サブタイトル                     | 絵コンテ         | 演出                    | 作画監督                                                                                     | 総作画監督                     |
| -------- | -------------------------------- | ---------------- | ----------------------- | -------------------------------------------------------------------------------------------- | ------------------------------ |
| 第一話   | 濫觴之故（らんしょうのゆえ）     | わたなべひろし   | わたなべひろし          | 亀谷響子 桂木杏 山村俊了                                                                     | 亀谷響子                       |
| 第二話   | 追憶之業（ついおくのごう）       | わたなべひろし   | 吉田俊司                | 吉田和香子 蒼依ふたば 吉田龍一郎                                                             | 吉田和香子 蒼依ふたば          |
| 第三話   | 悲嘆之刀（ひたんのかたな）       | ワタナベシンイチ | 渡辺正彦                | 桂木杏 中島美子 山村俊了                                                                     | 蒼依ふたば                     |
| 第四話   | 天命之戯（てんめいのぎ）         | ユキヒロマツシタ | 上野壮大 渡辺正彦       | 森田実 野道佳代 藤田正幸 吉田和香子                                                          | 亀谷響子                       |
| 第五話   | 雄飛之勇（ゆうひのゆう）         | ワタナベシンイチ | 又野弘道                | 蒼依ふたば アベ正己 山村俊了 小野晃 白川茉莉 菊地功一 中島美子 水野友美子 田中みどり         | 蒼依ふたば                     |
| 第六話   | 二人之絆（ふたりのきずな）       | ユキヒロマツシタ | 佐々木純人              | なかじまちゅうじ Wang Ming                                                                   | 吉田和香子                     |
| 第七話   | 錯綜之念（さくそうのねん）       | 新留俊哉         | 吉田俊司                | たとば丈 横山紗弓 浅井昭人 森本浩文                                                          | 亀谷響子                       |
| 第八話   | 黒火之鎧（くろびのよろい）       | ワタナベシンイチ | 渡辺正彦                | 桂木杏 藤田正幸 吉田龍一郎 山村俊了                                                          | 吉田和香子                     |
| 第九話   | 謀略之宮（ぼうりゃくのみや）     | ユキヒロマツシタ | 関大                    | 松本和志                                                                                     | 蒼依ふたば                     |
| 第十話   | 詰問之雫（きつもんのしずく）     | ワタナベシンイチ | 上野壮大                | 吉岡敏幸 中山岳大 中島美子 山村俊了 宇都木勇 わたなべひろし                                  | 亀谷響子 吉田和香子            |
| 第十一話 | 愛憎之刃（あいぞうのやいば）     | 福田道生         | 吉田俊司                | 山田正樹 吉田和香子 南伸一郎 青野厚司 宇都木勇 斉藤香織 たとば丈                             | 吉田和香子 亀谷響子            |
| 第十二話 | 忘却之罪（ぼうきゃくのつみ）     | ユキヒロマツシタ | 渡辺正彦                | 山村俊了 細山正樹 寿門堂                                                                     | 蒼依ふたば 吉田和香子          |
| 第十三話 | 天空之要塞（てんくうのようさい） | 川瀬敏文         | わたなべひろし 又野弘道 | 中山岳洋 吉田龍一郎 森悦史 宇都木勇 安藤真喜 はっとりますみ 山村俊了 南伸一郎 わたなべひろし | 亀谷響子 吉田和香子 蒼依ふたば |

## 放送局
| 放送期間                 | 放送時間                     | 放送局     | 対象地域   | 備考 |
| ------------------------ | ---------------------------- | ---------- | ---------- | ---- |
| 2018年10月2日 - 12月25日 | 火曜 2:05 - 2:35（月曜深夜） | テレビ東京 | 関東広域圏 |      |

| 配信期間                 | 配信時間          | 配信サイト |
| ------------------------ | ----------------- | --- |
| 2018年10月2日 - 12月25日 | 火曜 2:35 更新    | - あにてれ |
| 2018年10月5日 - 12月28日 | 金曜 12:00 更新 - | - ニコニコ動画 - GYAO!ストア - HAPPY！動画                                                                        |
| -                        | 金曜 12:00 更新   | - Google Play - dアニメストア - DMM.com - ビデオマーケット - ふらっと動画 - Amazonプライム・ビデオ - auビデオパス |
| 2018年10月13日 -         | 金曜 24:00 更新   | * J:COMオンデマンド                                                                                               |